# Омура (залив)
Залив Омура (яп. 大村湾 о:мура-ван) — закрытый залив в Японии на западе острова Кюсю, в префектуре Нагасаки.
Площадь залива составляет 321 км², длина — 26 км, ширина — 10 км.
Средняя глубина залива составляет 14,7 м, максимальная — около 54 м.
Залив сообщается через узкие проливы Харио (шириной 200 м) и Хаики (шириной 20 м) в своей северной части с заливом Сасебо, а через него — с Восточно-Китайским морем.
Средняя температура приповерхностных вод в заливе (1955—1995) составляет 18,4 °C, она колеблется в пределах 4,7-32,3 °C.
В заливе имеются бухты Цумидзу, Нагаё-Ура, Токицу, Огуси и Эгами-Ура, а также залив Катаками. В заливе расположено несколько островов, включая Мисима, Усу-дзима, Такасима и Футасима; остров Харио-сима отделяет его от залива Сасебо. На берегу залива расположен одноимённый город.